# Fernanda Garay
Fernanda Garay Rodrigues (Porto Alegre, 10 maggio 1986) è un'ex pallavolista brasiliana, nel ruolo di schiacciatrice.

## Carriera
La carriera di Fernanda Garay inizia nel 2002 nella Sociedade de Ginástica Porto Alegre, club della sua città natale. Un anno dopo inizia la carriera professionistica, ingaggiata dal São Caetano. Dopo una sola stagione, passa al Minas: col club di Belo Horizonte instaura un lungo sodalizio, che dura per ben quattro stagioni; tuttavia riesce ad ottenere solo un secondo ed un terzo posto in Superliga, ma viene convocata per il campionato mondiale Under-20 2005, in cui si aggiudica la medaglia d'oro; un anno dopo fa il suo esordio in nazionale maggiore, prendendo parte ad alcuni incontri del World Grand Prix.
Nel 2008 viene ingaggiata dal Pinheiros, con cui gioca per due stagioni; nel 2009 con la nazionale vince la medaglia d'oro alla Final Four Cup; un anno dopo sostituisce l'infortunata Mari al campionato mondiale, dove si classifica al secondo posto. Nella stagione 2010-11 viene ingaggiata per la prima volta all'estero, dal club giapponese delle NEC Red Rockets; durante l'estate del 2011 colleziona medaglie con la nazionale, aggiudicandosi l'oro alla Coppa panamericana, ai Giochi panamericani ed al campionato sudamericano, a cui si aggiunge il secondo posto al World Grand Prix, dove viene premiata come migliore ricevitrice. Nella stagione seguente viene ingaggiata dal GRER, con cui vince il Campionato Paulista; con la nazionale vince la medaglia d'argento al World Grand Prix e la medaglia d'oro ai Giochi della XXX Olimpiade di Londra.
Nella stagione successiva passa all'Osasco, vincendo il Campionato Paulista, il campionato sudamericano per club, nel quale viene premiata come miglior ricevitrice, e il campionato mondiale per club; tuttavia perde la finale scudetto, ma nonostante la sconfitta riceve il premio di miglior attaccante del campionato; con la nazionale, nel 2013, vince la medaglia d'oro al World Grand Prix, bissata anche nell'edizione 2014, e alla Grand Champions Cup.
Nella stagione 2013-14 torna a giocare all'estero, ingaggiata dal Fenerbahçe nella Voleybol 1. Ligi turca, con cui vince la Coppa CEV; con la nazionale vince la medaglia di bronzo al campionato mondiale 2014. Nella stagione successiva passa alla Dinamo Krasnodar, nella Superliga russa, aggiudicandosi nuovamente la Coppa CEV; con la nazionale nel 2015 vince la medaglia d'argento ai XVII Giochi panamericani e quella d'oro al campionato sudamericano.
Nel campionato 2015-16 è ancora in Russia, ma con la Dinamo Mosca, vincendo lo scudetto; con la nazionale si aggiudica per la terza volta la medaglia d'oro al World Grand Prix. Nel campionato successivo gioca in Cina col Guangdong, impegnato nel torneo di qualificazione alla Chinese Volleyball League.
Torna a giocare in patria nella stagione 2017-18, firmando per il Praia Clube con cui vince il campionato 2017-18 e la Supercoppa 2018; nel 2021, con la nazionale, vince la medaglia d'argento alla Volleyball Nations League e ai Giochi della XXXII Olimpiade di Tokyo.

## Palmarès

### Club
- Campionato russo: 1

2015-16
- Campionato Paulista: 2

2011, 2012
- Coppa di Russia: 1

2014
- Supercoppa brasiliana: 1

2018
- Campionato sudamericano per club: 1

2012
- Campionato mondiale per club: 1

2012
- Coppa CEV: 2

2013-14, 2014-15

### Nazionale (competizioni minori)
- Campionato mondiale Under-20 2005
- Final Four Cup 2009
- Coppa panamericana 2011
- Giochi panamericani 2011
- Montreux Volley Masters 2013
- Giochi panamericani 2015

### Premi individuali
- 2011 - World Grand Prix: Miglior ricevitrice
- 2012 - Giochi della XXX Olimpiade: Miglior ricevitrice
- 2012 - Campionato sudamericano per club: Miglior ricevitrice
- 2013 - Superliga Série A: Miglior attaccante
- 2013 - Montreux Volley Masters: MVP
- 2013 - Campionato sudamericano: Miglior schiacciatrice
- 2015 - Campionato mondiale per club: Miglior schiacciatrice
- 2019 - Campionato sudamericano per club: Miglior schiacciatrice